# Dmitry Orlov
Dmitry Orlov, nacido en 1962 en Leningrado (hoy San Petersburgo), es un ingeniero ruso-estadounidense y escritor sobre temas relacionados con "el potencial declive económico, ecológico, político y el colapso en los Estados Unidos", lo que él ha llamado "crisis permanente". Orlov sostiene que este colapso será el resultado de los enormes presupuestos militares, el déficit del gobierno, un sistema político irresponsable y la progresiva disminución de la producción de petróleo.

## Biografía
Orlov emigró a los Estados Unidos a la edad de 12 años. Ha sido testigo del colapso de la Unión Soviética a través de largas visitas a su tierra natal entre finales de los años ochenta y mediados de los noventa del pasado siglo. Tiene una licenciatura en ingeniería informática y una maestría en lingüística aplicada.
Orlov es directivo en el banco ruso Vozrozhdenie Bank.

## Escritos
En 2005 y 2006 Orlov escribió una serie de artículos publicados en pequeños sitios web relacionados con el cenit del petróleo, que comparaban la situación de precolapso de los EE. UU. y el sucedido en la Unión Soviética. El artículo de Orlov "El sarcasmo de la historia: la URSS y los EEUU ante el colapso" fue muy popular en EnergyBulletin.Net.
En 2006 Orlov publicó el manifiesto "The New Age of Sail". En 2007, junto con su esposa, vendió su apartamento en Boston y compró un velero, equipado con paneles solares y seis meses de suministro de propano, y que es capaz de almacenar una gran cantidad de productos alimenticios. Lo llama una "cápsula de supervivencia". También utiliza una bicicleta para el transporte.
En 2008, Orlov publicó el libro titulado "Reinventing Collapse: The Soviet Example and American Prospects" ("Reinventando el colapso: el ejemplo soviético y las perspectivas estadounidenses"), en el que recoge todos sus pensamientos de los citados artículos.
Después de haber intercambiado vodka por productos de primera necesidad durante uno de sus viajes a la Rusia poscolapso, dice: "cuando nos enfrentamos a un colapso de la economía, hay que dejar de pensar en la riqueza en términos de dinero."
Orlov continúa escribiendo regularmente en su blog "Club Orlov" y en EnergyBulletin.Net.